# Kerstconcert
Een kerstconcert is een uitvoering ter gelegenheid van Kerstmis, vaak met speciaal voor Kerstmis geschreven muziek. Dat muziek speciaal voor Kerstmis geschreven wordt, is een zeer oude traditie. In de klassieke muziek is met name het "Concerto per Natale" door Arcangelo Corelli beroemd. Ook componisten als Pietro Locatelli, Francesco Manfredini en Giuseppe Torelli, om maar een aantal Italiaanse barokcomponisten te noemen, hebben een kerstconcert geschreven. Kerstmuziek werd en wordt overal geschreven en gespeeld. 
Ook de popmuziek kent elk jaar wel een paar artiesten die een gooi doen om met het kerstlied hoge ogen te gooien. Een aantal van de mooiste liedjes worden "evergreen",  zoals de uitvoering van White Christmas door Bing Crosby en een van de bekendste liedjes tegen de oorlog door John Lennon, Happy Xmas (War is over).
In veel kerken worden in de tijd rond Kerstmis een kerstconcert gehouden.